# Іцгрунд
Іцгрунд (нім. Itzgrund) — громада в Німеччині, розташована в землі Баварія. Підпорядковується адміністративному округу Верхня Франконія. Входить до складу району Кобург.
Площа — 33,08 км2. Населення становить 2288 ос. (станом на 31 грудня 2020).